# 1908년 핀란드 의회선거
핀란드 제2대 의회선거(핀란드어: Suomen toiset eduskuntavaalit 수오멘 토이세트 에두스쿤타발리트[*])는 핀란드 대공국의 두 번째 의회선거다. 선거일은 1908년 7월 1일에서 7월 2일이었다.

## 배경과 난맥
핀란드 의회의장 페르 에빈드 스빈후부드가 개회 연설 때 황제에 대한 경의를 좀 표하라는 요구를 거부했다. 그러자 니콜라이 2세는 초대 의회를 해산시켜 버렸다. 1908년 러시아 제정은 가면을 벗어던지고 러시아화 동화정책을 재발동했다. 대부분의 핀란드인들은 러시아에 동화당하는 것을 거부했으나, 그것을 어떻게 거부하는지에 관해서는 서로 의견이 갈렸다.
좌파와 우파 사이의 갈등도 불거지기 시작했다. 사회민주당 지지자들은 사회민주당이 다수당이 되었으니 노동자와 소작인의 이해를 대변하는 개혁정책을 기대했다. 하지만 이후 의회해산과 재선거 패턴이 의미없이 반복되자 크게 실망하고 말았다. 한편 우파 정당들은 사회민주당의 공약들(8시간 노동제 등)이 너무 급진적이라고 반대했다.
또 대공국 시기 의회는 원로원(정부)에 대한 제도적 견제 수단이 전무했고, 핀란드 원로원은 오로지 황제와 총독에게만 책임을 졌다. 또 러시아 황제가 거부권을 마구 행사하여 의회의 입법기능도 제대로 기능하지 못했다. 이런 난맥 속에 제2대 의회를 위한 선거가 치루어졌다.

## 결과
| 정당                  | 정당                    | 득표수    | 득표율 | 의석 | 증감 |
| --------------------- | ----------------------- | --------- | ------ | ---- | ---- |
|                       | 사회민주당(SDP)         | 310,826   | 38.40  | 83   | 3    |
|                       | 핀란드당(SP)            | 205,892   | 25.44  | 55   | 4    |
|                       | 청년 핀란드당(NSP)      | 115,201   | 14.23  | 26   | 0    |
|                       | 스웨덴인당(RKP)         | 103,146   | 12.74  | 24   | 0    |
|                       | 농업동맹(ML)            | 51,766    | 6.39   | 10   | 1    |
|                       | 기독교노동자동맹(SKrTL) | 18,848    | 2.33   | 2    | 0    |
|                       | 기타                    | 3,772     | 0.47   | 0    | –    |
| 계                    | 계                      | 817,567   | 100    | 200  | 0    |
|                       |                         |           |        |      |      |
| 유효표                | 유효표                  | 817,567   | 99.04  |      |      |
| 무효·기권표           | 무효·기권표             | 7,896     | 0.96   |      |      |
| 총 투표               | 총 투표                 | 825,463   | 100    |      |      |
| 투표등록인수／투표율  | 투표등록인수／투표율    | 1,269,177 | 65.04  | 5.61 | 5.61 |
| Source: Mackie & Rose |                         |           |        |      |      |

결과는 제1대 의회 선거와 별 차이 없었다.